# Gerry Conlon
Gerard "Gerry" Conlon (Belfast, 1 de març de 1954 – Belfast, 21 de juny de 2014) fou un activista polític en defensa dels drets humans nord-irlandès. Considerat com un dels Quatre de Guildford, passà 15 anys a la presó després de ser condemnat erròniament de col·locar bombes de l'IRA Provisional.

## Biografia
Nascut a Belfast l'1 de març de 1954, cresqué a Peel Street, 7, cantonada amb Mary Street, en l'empobrida però estretament relacionada comunitat de Lower Falls Road. Descrigué la seva infantesa com a feliç. El seu pare fou Giuseppe Conlon, un treballador de fàbrica, i la seva mare, Sarah Conlon, una netejadora d'hospital.
L'any 1974, amb 20 anys, emigrà a Anglaterra per a buscar feina i per a fugir de la violència quotidiana dels carrers de Belfast. Visqué amb un grup d'okupes a Londres quan fou arrestat per l'atemptat del pub de Guildford, el qual va ocorregué el 5 d'octubre d'aquell mateix any.
Conlon, juntament amb els compatriotes irlandesos Paul Hill i Paddy Armstrong i l'anglesa Carole Richardson, foren anomenats Els Quatre de Guildford i foren condemnats el 22 d'octubre de 1975 per haver col·locat dues bombes un any abans a la ciutat de Guildford, del comtat de Surrey, les quals mataren a cinc persones i en feriren dotzenes més. Els quatre foren sentenciats a cadena perpètua. Al seu judici, el jutge digué als acusats que «si l'execució a la forca encara fos una opció haurien estat executats».
Conlon continuà protestant per la seva innocència, insistint que la policia l'havia torturat perquè donés una falsa confessió. El 19 d'octubre de 1989, vindicà la seva posició quan s'alliberà els Quatre de Guildford després que el Tribunal d'Apel·lació de Londres dictaminés que la policia havia fabricat les notes d'interrogatori escrites a mà utilitzades en la condemna. L'evidència crucial provava que Conlon no podia haver dut a terme l'atemptat que la policia sostenia al primer judici.
Un grup de familiars de Conlon, col·lectivament coneguts com els Set de Maguire, també foren condemnats com a de la campanya d'atemptats i també passaren dècades a la presó. Entre ells, hi hagué el seu pare, Giuseppe, que havia viatjat de Belfast a Londres per a ajudar el seu fill a organitzar la defensa legal, i que morí a la presó el 1980. L'any 1991 els Set de Maguire també foren amnistiats. Els científics afirmaren, de forma errònia i premeditada, que les mans de cada acusat havien donat positiu a la prova de nitroglicerina.

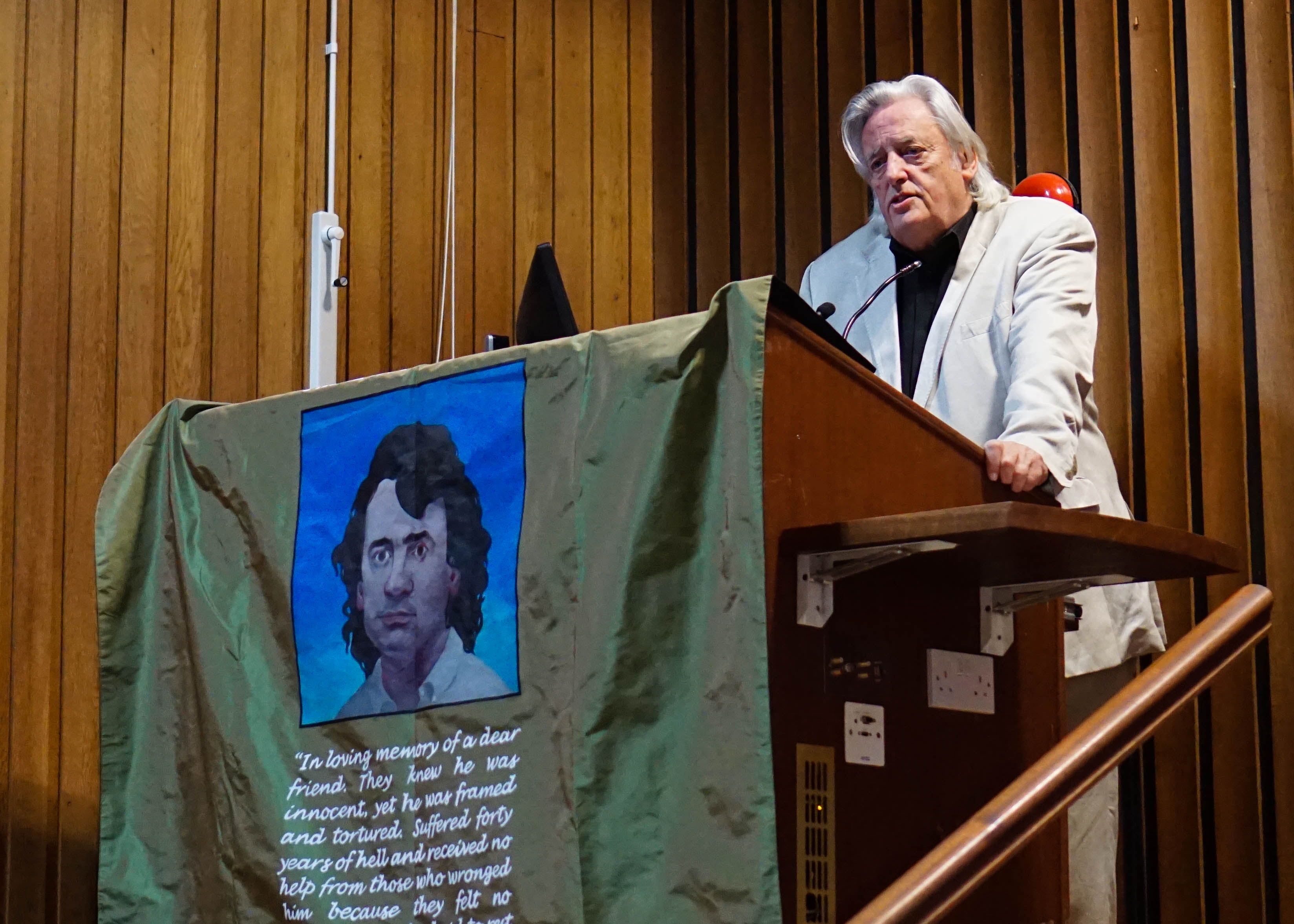
Michael Mansfield donà la 1a Conferència Commemorativa Gerry Conlon a la Universitat St. Mary de Belfast.

Després de sortir en llibertat del Tribunal d'Apel·lació, Conlon digué: «he estat a la presó per alguna cosa que no he fet. Sóc totalment innocent. Els Set de Maguire són innocents. Esperem que alliberin als Sis de Birmingham». Conlon fou representat per l'advocat de drets humans Gareth Peirce, qui també defensà l'alliberament dels Sis de Birmingham.
Conlon descrigué la seva injusta experiència al llibre Proved Innocent (1991). Després d'allò, esdevingué el personatge principal de la pel·lícula En el nom del pare (1993), en la que fou interpretat per Daniel Day-Lewis.
Després del seu alliberament, tingué problemes relacionats amb la seva vida civil, patint dos col·lapses nerviosos, intents de suïcidi i addicions a l'alcohol i altres fàrmacs. Finalment es recuperà i esdevingué activista contra diversos menysteniments de justícia al Regne Unit i a la resta del món. També feu aparició a la pel·lícula El rostre (1997), juntament amb Robert Carlyle.

## Mort
Lluità durant un llarg temps contra un càncer de pulmó abans de la seva mort el 21 de juny de 2014 a la seva ciutat natal de Belfast. La seva germana Ann McKernan morí el 2 d'abril de 2018.